# 입송
입송 바헤투 다 시우바(포르투갈어: Ibson Barreto da Silva, 1983년 11월 7일 ~ )는 입송(포르투갈어: Ibson)으로 잘 알려진 브라질의 축구 선수로 포지션은 미드필더이다.